# (11474) 1982 SM2
(11474) 1982 SM2 là một tiểu hành tinh vành đai chính. Nó được phát hiện bởi Henri Debehogne ở Đài thiên văn La Silla ở Chile ngày 18 tháng 9 năm 1982.